# Écoquartier de Vidailhan
L'écoquartier de Vidailhan est un quartier du nord de la commune française de Balma, à l'est de l'agglomération toulousaine, chef-lieu de la région Occitanie. En 2014, il fait partie des cinq écoquartiers de Toulouse Métropole qui ont été labellisés par le ministère du Logement, de l'Égalité des territoires et de la Ruralité.
Le projet d'aménagement de l'écoquartier de Vidailhan est lancé en 2006 par Oppidea, société d'économie mixte d'aménagement de l'intercommunalité de Toulouse Métropole. Le projet est confié entre 2008 et 2017 aux urbanistes de KCAP International et Droit de cité Architecture, puis à l'agence COT, ainsi qu'au paysagiste Mutabilis. Il fait appel à de nombreux promoteurs immobiliers, parmi lesquels AERA, Urbis, Les Chalets, Urbis, Saint-Agne Promotion, Pitch Promotion, Lazard et Monné Decroix.
L'écoquartier encourage la mixité urbaine, avec le développement de l'habitat, mais aussi des commerces, de bureaux et de services publics. Il compte également 10 hectares d'espaces verts. Les circulations douces sont encouragées par la présence de pistes cyclables et de voies piétonnes. L'offre de logements permet de répondre à toutes les demandes et à tous les budgets : appartements avec terrasse, maisons individuelles avec jardin, terrains à bâtir.

## Géographie

### Localisation
L'écoquartier s'établit sur les pentes d'un coteau caractéristique des collines du Lauragais. La pente continue est d'environ 8 %. Le sol est argileux, avec une capacité drainante faible.

### Voies de communication et transports
Les circulations douces sont encouragées par la mise en place de voies et de promenades pour les piétons et cycles. Le quartier est également traversé par les lignes de bus 5172102103106 qui donnent un accès rapide à la station Balma – Gramont, terminus de la ligne de métro  . Il n'existe en revanche pas de stations de vélos en libre-service VélôToulouse.

## Urbanisme

### Morphologie urbaine
La structure du quartier se développe en terrasses et s’adapte à la topographie du site.

## Toponymie
Le quartier tient son nom d'une ferme qui appartenait au XIXe siècle à la famille Vidailhan. Elle a laissé son nom au domaine et au terroir qui en dépendait.

## Histoire
Le projet du nouveau quartier de Vidailhan, lancé en 2006, s'inscrit dans la problématique de forte croissance de l'agglomération toulousaine, qui accueille chaque année 10 000 nouveaux habitants. Il participe au projet de rééquilibrage de l'agglomération vers l'est et au développement d'un pôle urbain autour de la ZAC de Balma-Gramont, vaste projet d'aménagement de 108 hectares du nord-est de l'agglomération. Le quartier de Vidailhan doit à terme accueillir 6000 habitants, alors que le commune de Balma en compte 14 000. Le site de 31 hectares est alors principalement agricole.
Oppidea fait appel à une agence d'urbanisme néerlandaise, KCAP International. En 2009, la municipalité de Balma, dirigée par Alain Fillola, souhaite inscrire le projet du nouveau quartier dans la démarche d'une reconnaissance d'écoquartier. Il s'agit alors de proposer un modèle au niveau de la mixité sociale, de l'équilibre économique et des ambitions écologiques.
En 2011, les premiers travaux sont engagés. Les premiers logements sont livrés en 2012 : le quartier compte l'année suivante 500 habitants. En 2015, la crèche et le groupe scolaire José-Cabanis sont inaugurés. 

## Population et société

### Évolutions démographiques
En 2020, le quartier compte 1285 logements, pour une population de 3 000 habitants.

### Mixité urbaine
L'écoquartier souhaite à mettre en œuvre une mixité urbaine, qui passe d'abord par une mixité sociale et donc une mixité des logements, permettant d’accueillir des habitants de profils sociologiques différents. L'écoquartier Vidailhan propose des maisons individuelles comme des appartements en collectif, des logements privés, en accession, du locatif social ou privé. Un programme d'habitat participatif a aussi été réalisé sur le quartier. En 2021, le quartier compte 25 % de logements sociaux, 5 % de logements à coût maîtrisé et 10 % de logements participatifs en autopromotion. 
Une résidence Séniors est ouverte à l'angle de l'avenue de Galilée et de l'avenue Gaston-Doumergue (îlot A8a). Enfin, l'écoquartier comptera un foyer de jeunes travailleurs (îlot B4.2) et un bâtiment de l'Association régionale pour la sauvegarde de l'enfant, de l'adolescent et de l'adulte (Arseaa) (îlot B4.1).

## Économie

### Entreprises, administrations et commerces
L'écoquartier met également en place une mixité des fonctions : commerces, tertiaires, habitat, loisirs. Il propose 45 488 m² de tertiaire et 8 219 m² de commerces et services. Il se trouve par ailleurs à proximité de la zone commerciale de Gramont, entre Balma et Toulouse, et sa centaine de boutiques et de commerces. Les commerces de proximité sont répartis le long des voies centrales du quartier, autour du jardin de Vidailhan, le long de l'avenue de Galilée, de l'esplanade André-Michaux et de la rue Joseph-Hubert. Un marché de plein vent devrait se tenir sur l'esplanade André-Michaux.
Des immeubles de bureaux sont également implantés, pour la plupart en limite de l'écoquartier, le long de la rue Saint-Jean et de la rue de Vidailhan (îlots A1a, A1b, A1c, A4a et A4d). Plusieurs immeubles de bureaux se trouvent également au nord du quartier, le long de l'avenue de Galilée (îlots A5d1 et A5d2). Ils s'intègrent à la zone d'activités de Gramont, qui compte particulièrement le siège social de la Banque populaire Occitane (33-43 avenue Georges-Pompidou) et le campus Orange (60 rue Saint-Jean).

## Environnement et énergie
Le projet d'écoquartier se fonde sur une profonde ambition environnementale. 
La consommation énergétique est en partie couverte par des énergies renouvelables ou par l'exploitation de biomasse, ainsi que de l'encouragement de mesures en matière de sobriété de consommation. L'entreprise Engie Cofely exploite un réseau de chaleur livrant 6 000 MWh de chaleur. Une centrale énergétique est également créée, combinant les capteurs solaires du parking solaire (îlot A8c) et une chaufferie biomasse (îlot A8d). Ce réseau de chaleur permet d'alimenter les bâtiments en chauffage et en eau chaude sanitaire.
Les espaces verts publics et privés permettent de faire entrer la nature au cœur du quartier. Ils forment également des continuités écologiques, accueillantes pour la faune. Les espaces verts sont plantés d'espèces végétales variées et bien adaptées au climat et au site. Les services des espaces verts de la commune pratiquent une nouvelle gestion des espaces verts, par la limitation des produits phytosanitaires, la priorité aux techniques mécaniques, le fauchage tardif, la limitation de l'arrosage. Le plan du quartier est construit autour des haies et boisements préexistants sur le site qui marquent les rues, les parcs et les cœurs d’îlot, permettant la préservation d'arbres plus anciens. Un jardin central, le parc de Vidailhan, est aménagé au pied des immeubles collectifs. Le Petit Bois correspond à une relique d'enfrichement du temps de l'occupation agricole du site de Vidailhan. Il offre un jardin public plus « nature », avec ses chênes et son sous-bois, sa prairie et une clairière. Le jardin de Vidailhan, le dernier réalisé, offre des espaces de rencontre. En cœur d'îlot, des jardins partagés sont aménagés pour les habitants.
Le Patus est un jardin partagé de 2000 m², ouvert en 2012, établi au nord de l'écoquartier (îlot A3). Il est géré par l'association Vert'dailhan.
L'aménagement de l'écoquartier permet également une meilleure gestion des eaux pluviales. Il s'agit de stocker les eaux pluviales sur le site jusqu'à hauteur d'une pluie vingtennale, mais aussi de faire des ouvrages de retenue des éléments qualitatifs du paysage urbain. La création de noues, tout en évitant la construction de canalisations enterrées surdimensionnées et coûteuses, permet de favoriser l'infiltration des eaux dans le sol. Elles contribuent aussi à agrémenter les espaces publics par des plantations. Les principales noues publiques se situent le long des rues Luan et Vidailhan à l'ouest, Colette et Jean-Giono à l'est. Le système de noues converge vers un jardin creux aménagé au sud du parc de Vidailhan, le long de la rue Étienne-Ventenat, lieu semi-humide qui favorise l'habitat de nombreux végétaux, insectes et amphibiens, mais permet aussi la montée des eaux.

## Équipements et monuments

### Équipements publics
L'écoquartier compte enfin des équipements publics : une crèche, le groupe scolaire José-Cabanis, une maison de quartier.
Le groupe scolaire José-Cabanis est construit en 2018 par l'agence 360° Architecture. 